# Clyde Tombaugh
Clyde Tombaugh, född 4 februari 1906 i Streator, Illinois, död 17 januari 1997 i Las Cruces, New Mexico, var en amerikansk astronom. 
Under arbetet vid Lowellobservatoriet i Flagstaff i Arizona upptäckte han dvärgplaneten Pluto den 18 februari 1930, som namngavs efter förslag av Venetia Burney från Storbritannien.
Tombaugh var även en aktiv unitär-universalist, UFO- och jordnära objekt-spanare.
Enligt Minor Planet Center upptäckte Tombaugh totalt 15 asteroider under sitt sökande efter Pluto och åren av uppföljning, efter en annan kandidat till den postulerade Planet X.

## New Horizons
Ombord på NASAs rymdsond New Horizons, som passerade Pluto den 13 juli 2015, finns en urna som innehåller en del av Clyde Tombaughs kremerade aska. Detta gör Tombaugh till den människokropp som död eller levande färdats längst bort ifrån jorden, någonsin.

## Eftermäle
Asteroiden 1604 Tombaugh är uppkallad efter honom.
Nedslagskratern Tombaugh på Mars är uppkallad efter honom.
Flera formationer på Pluto har också fått namn efter honom.

## Asteroider upptäckta av Tombaugh

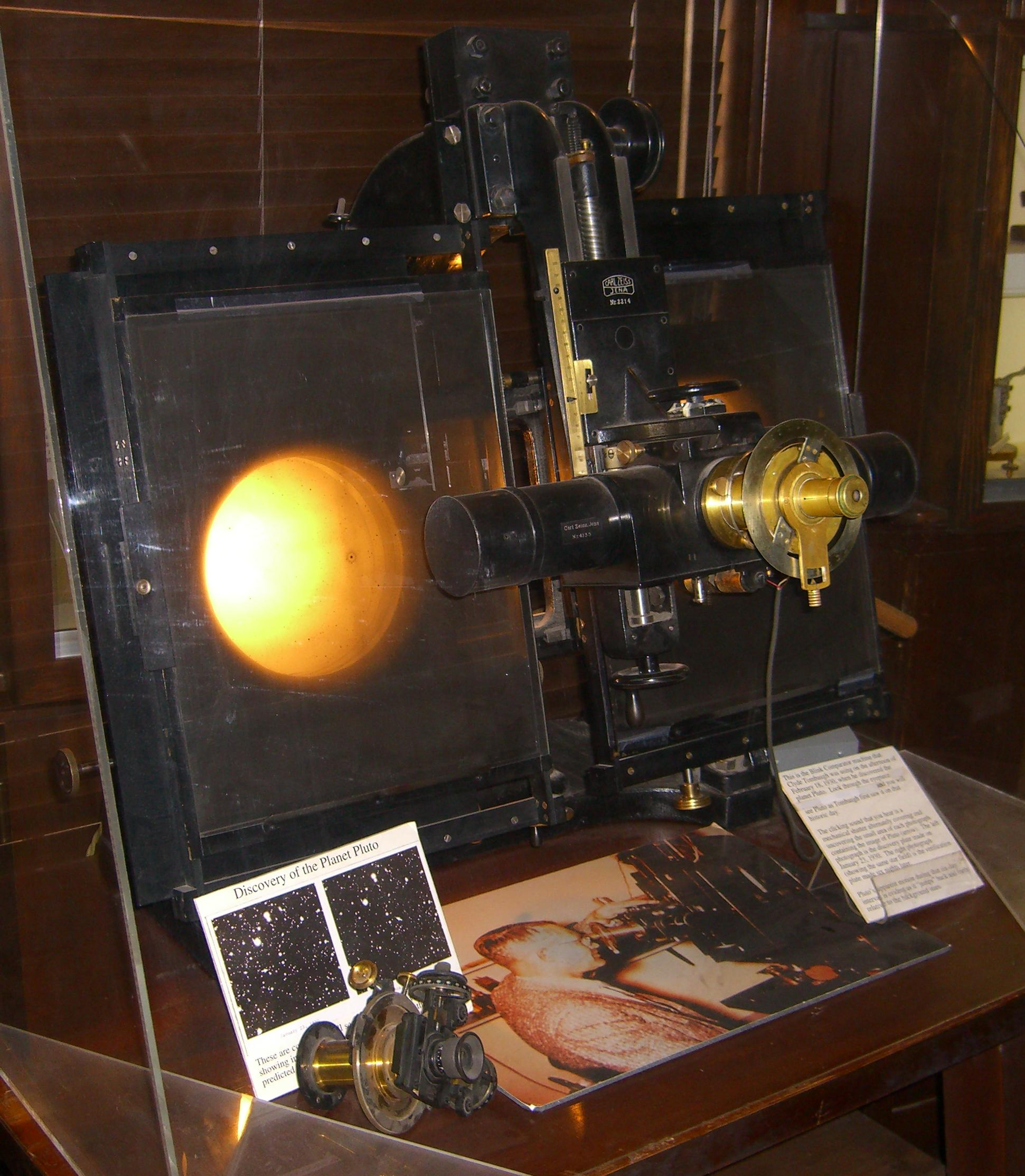
Tombaugh jämförde sina fotoplåtar med denna glimkomparator.

| 2839 Annette   | 5 oktober 1929   |
| 2941 Alden     | 24 december 1930 |
| 3310 Patsy     | 9 oktober 1931   |
| 3583 Burdett   | 5 oktober 1929   |
| 3754 Kathleen  | 16 mars 1931     |
| 3775 Ellenbeth | 6 oktober 1931   |
| 3824 Brendalee | 5 oktober 1929   |
| 4510 Shawna    | 13 december 1930 |

| 4755 Nicky      | 6 oktober 1931    |
| 5701 Baltuck    | 26 oktober 1929   |
| 6618 Jimsimons  | 16 september 1936 |
| 7101 Haritina   | 17 oktober 1930   |
| 7150 McKellar   | 11 oktober 1929   |
| (8778) 1931 TD3 | 10 oktober 1931   |
| 134340 Pluto    | 23 januari 1930   |

## Privatliv
Clyde Tombaugh är släkt med basebollspelaren Clayton Kershaw.

### Fotnoter
1. ↑  Johan Kärnfelt (8 juli 2015). ”Pluto: Musses hund eller dödsrikets gud?”. Populär astronomi. http://www.popularastronomi.se/2015/07/pluto-musses-hund-eller-dodsrikets-gud/. Läst 28 oktober 2016.
2. ↑  ”Minor Planet Center”. 6 december 2017. https://www.minorplanetcenter.net/iau/lists/MPDiscsNum.html. Läst 29 januari 2018.
3. ↑  ”Minor Planet Center 1604 Tombaugh” (på engelska). Minor Planet Center. https://www.minorplanetcenter.net/db_search/show_object?object_id=1604. Läst 29 januari 2018.
4. ↑  ”Did you know Clayton Kershaw’s great uncle discovered Pluto?”. SI.com. https://www.si.com/extra-mustard/2015/07/15/pluto-dodgers-clayton-kershaw-uncle-clyde-tombaugh.